# Banco do Brasil
Banco do Brasil est une banque du Brésil, dont l'État fédéral est actionnaire à hauteur de 50 %. Plus ancienne banque publique du pays, elle a été fondée en 1808, sous le règne de Jean VI, roi de Portugal et souverain du Brésil colonial. Elle compte en 2023, 86 000 employés, 75 millions de clients, et près de 400 milliards d’euros d’actifs.

## Histoire

### 1808-1829: Banque royale
Le 12 octobre 1808, le roi du Portugal Jean VI, alors en exil à Rio de Janeiro afin de fuir les invasions napoléoniennes, fonde le Banco do Brasil sous la forme de banque de la couronne portugaise. Elle est alors la quatrième banque au monde à émettre des billets de banque.
En 1821, le roi Jean VI, avant son retour au Portugal, retire tout son or des caisses de la banque, ce qui provoque une dévaluation importante de la monnaie en circulation. Banco do Brasil est liquidé en 1829.

### À partir de 1851: Banque commerciale
La banque est créée une seconde fois en 1851, sous la forme d'une banque à caractère privé, créée par l'homme d'affaires Irineu Evangelista de Sousa. En 1853, ce dernier subit une expropriation partielle, ordonnée par l’Empereur Pierre II: il est contraint de fusionner son établissement avec d'autres pour financer l'essor de l'économie brésilienne. La banque fusionne alors avec le Banco Comercial do Rio de Janeiro en 1853.
En 1888, la banque se spécialise dans le financement de l'agriculture et le recrutement des immigrants européens pour la culture du café, puis en 1889, lors de la proclamation de la République brésilienne, elle assure la gestion financière du nouveau régime et la gestion des finances publiques.
Lorsque la banque centrale brésilienne est créée en 1964, Banco do Brasil devient l'émettrice des devises du pays.
En 2007, Banco do Brasil signe un accord avec la banque mexicaine Banorte qui vise à faciliter les services bancaires et financiers entre le Brésil et le Mexique. En 2008, Banco do Brasil reprend la banque Nossa Caixa de São Paulo pour 5,38 milliards de réaux. En 2010, Banco do Brasil rachète 51 % de Banco Patagonia (4e banque privée en Argentine) pour 480 millions de dollars.
En juin 2015, Alexandre Abreu devient président de Banco do Brasil, succédant à Aldemir Bendine qui rejoint la présidence de Petrobras. En août 2020, Andre Brandao est nommé CEO de Banco do Brasil, succédant à Rubem Novaes qui démissionna le mois précédent. En avril 2021, Fausto Ribeiro est nommé CEO de Banco do Brasil et rejoint le conseil d'administration de la banque. Dans la foulée, le président du conseil d'administration Helio Magalhaes, opposé à la nomination de Ribeiro, annonce sa démission. Le 1er janvier 2023, Tarciana Medeiros devient présidente de Banco do Brasil.

### Liens avec l'esclavage
Le 27 septembre 2023, à la demande de 14 historiens, appartenant à 11 universités du pays, le parquet fédéral brésilien ouvre une enquête sur les profits que la banque a tirés de l'esclavage et de la traite négrière, dans un pays qui fut un des derniers au monde à abolir l'esclavage en 1888, et qui a le plus importé de captifs africains entre le XVIe et le XIXe siècle,. Selon les universitaires, la banque s'est financée en taxant les navires négriers venus d’Afrique, mais aussi en accordant des prêts et crédits à quantité de trafiquants d’esclaves. De plus, les fondateurs et grands actionnaires de la banque recréée en 1851 étaient eux-mêmes d'importants esclavagistes, à l'image de José Bernardino de Sá, puissant propriétaire terrien responsable de la déportation de vingt mille esclaves. 
Pour Julio Araujo, procureur au ministère public fédéral, des réparations d’ordre symbolique, mais également des réparations financières, à la demande de la communauté afro-brésilienne, peuvent être envisagées. Selon lui, « c’est un processus inédit. La justice brésilienne va enfin se pencher sur les blessures infligées par de grandes institutions durant l’esclavage et œuvrer pour une vraie politique de réparation ». 
De son côté, Banco do Brasil affirme que la responsabilité repose sur la société tout entière. 

## Métiers
Banco do Brasil propose des comptes de dépôts et des services bancaires privés et commerciaux. Elle propose des prêts à la consommation, des prêts agribusiness, de la gestion d'actifs, de l'assurance, du leasing, des programmes de cotisation retraite privés, des cartes de crédit, des services d'agent de change et de banque sur internet.

## Sponsor
Banco do Brasil a notamment été un sponsor du tennisman Gustavo Kuerten.
Depuis 2015, la banque sponsorise l'écurie de F1 Sauber à la suite de la titularisation du pilote brésilien Felipe Nasr qui était déjà sponsorisé personnellement par la banque brésilienne.